# Кривошеев, Григорий Федотович
Григорий Федотович Кривошеев (15 сентября 1929 — 29 апреля 2019) — советский и российский военачальник, военный историк. Генерал-полковник (1984). Профессор Академии военных наук (1995). Кандидат военных наук.
Наиболее известен как руководитель исследовательского коллектива военных историков, проведшего первое всестороннее комплексное историко-статистическое исследование людских потерь и боевой техники Вооружённых сил СССР и России в войнах XX—XXI веков, результаты которого были опубликованы в монографии «Гриф секретности снят: Потери Вооружённых Сил СССР в войнах, боевых действиях и военных конфликтах».

## Биография
Родился в 1929 году в селе Кинтереп Легостаевского района Сибирского края (ныне территория Маслянинского района Новосибирской области) в крестьянской семье. В рядах Советской армии с сентября 1949 года. Проходил службу в школе сержантов 712-го артиллерийского полка 198-й стрелковой дивизии (Бийск). В 1950 году поступил в Тюменское военное пехотное училище, которое закончил в 1953 году (с отличием). После выпуска вернулся в 198-ю сд командиром стрелкового взвода. В 1959 году сдаёт вступительные экзамены для поступления в Томский политехнический институт, но командование направляет его в Омск для доукомплектования Омского военно-пехотного училища, которое переходило на подготовку курсантов по программе высшего военно-учебного заведения, для чего требовались опытные офицерские кадры.
В 1961 году, в звании капитана, направлен для обучения в Военную академию имени М. В. Фрунзе, которую окончил в 1964 году. После этого проходил службу командиром батальона 469-го мотострелкового полка 115-й мотострелковой дивизии (КВО). В 1967 году Г. Ф. Кривошеев был назначен на должность заместителя командира учебного мотострелкового полка 48-й гвардейской учебной танковой дивизии, а через год — командиром этого же полка с досрочным присвоением звания «подполковник». С 1969 года — начальник штаба 48-й гвардейской учебной танковой дивизии. В 1971 году становится слушателем Военной академии Генерального штаба Вооружённых Сил СССР. По окончании академии в 1973 году был назначен на должность командира 161-й мотострелковой дивизии (Изяслав, ПрикВО). В феврале 1975 года присвоено воинское звание генерал-майор. Через несколько дней после присвоения звания был назначен на должность начальника штаба 38-й армии (Ивано-Франковск), в течение нескольких месяцев также исполнял обязанности командующего армией.
В марте 1979 года назначен начальником штаба — первым заместителем командующего войсками Туркестанского военного округа (Ташкент). В апреле 1984 года присвоено воинское звание генерал-полковник, в июне того же года был назначен начальником штаба — первым заместителем Главнокомандующего Группы советских войск в Германии. В январе 1987 года генерал-полковник Кривошеев назначен начальником Главного организационно-мобилизационного управления — заместителем начальника Генерального штаба Вооружённых Сил СССР.
В отставке с сентября 1991 года. Уйдя из армии, возглавил группу историков-исследователей, которую создал ещё работая в Генеральном штабе.
Скончался 29 апреля 2019 года. Похоронен на Федеральном военном мемориальном кладбище.

## Награды
Награждён орденами Октябрьской Революции (1985), Красного Знамени (1980), Красной Звезды (1976), «За службу Родине в Вооружённых Силах СССР» III степени (1991) и многими иностранными орденами и медалями.

## Научные работы
Генерал Кривошеев стал широко известной личностью после публикации в 1993 году своей книги, посвящённой раскрытию числа потерь советских Вооружённых Сил в Великой Отечественной войне. Под общей редакцией Кривошеева книга была подготовлена историками и основывалась на рассекреченных советских военных архивах. Книга представляет собой, возможно, первую серьёзную попытку обозначить величину потерь РККА/СА в ходе Второй мировой войны. До этой работы точное количество военных потерь СССР было предметом политических спекуляций, и цифры варьировались в соответствии с политической ситуацией в обществе.

## Рецензии
- Walter S. Dunn. A Book Review of ‘Soviet Casualties and Combat Losses in the twentieth century’ // The Journal of Military History, Vol. 62, № 3 (Jul., 1998), pp. 660–661.
- James F Dunnigan. A Book Review of ‘Soviet Casualties and Combat Losses in the twentieth century’ // The World War II Bookshelf: Fifty Must-Read Books, 2004, Citadel Press, ISBN 0-8065-2609-2. pp. 136–139.